# Lyaud
Lyaud ist eine französische Gemeinde nahe dem Genfersee im Département Haute-Savoie in der Region Auvergne-Rhône-Alpes.

## Geographie
Lyaud liegt auf 665 m, fünf Kilometer südöstlich der Stadt Thonon-les-Bains (Luftlinie). Das Dorf erstreckt sich im Chablais, an aussichtsreicher Lage leicht erhöht auf einem Plateau südlich des Genfersees, am Nordfuß der Savoyer Voralpen.
Die Fläche des 9,17 km² großen Gemeindegebiets umfasst einen Abschnitt des Chablais mit den nördlichen Savoyer Voralpen. Der nördliche Teil des Gemeindeareals liegt auf dem Plateau von Lyaud (630 m), das vom Ruisseau des Blaves und seinen Quellbächen nach Nordwesten zum Genfersee entwässert wird. Im Nordosten fällt dieses Plateau steil zur Schlucht der Dranse ab. Das Gebiet reicht in einem schmalen Zipfel bis an die Dranse hinunter. Nach Süden erstreckt sich der Gemeindeboden über den Vorberg La Croix (798 m) und einen steil ansteigenden Hang bis auf den dicht bewaldeten Kamm des Mont d’Hermone, auf dem mit 1413 m die höchste Erhebung von Lyaud erreicht wird.
Zu Lyaud gehören die Weilersiedlungen Trossy (623 m) am Fuß von La Croix, Moulins-d’Amphion (592 m) am Ruisseau des Blaves und Les Devants (700 m) östlich des Dorfes. Nachbargemeinden von Lyaud sind Armoy und Féternes im Norden, Reyvroz im Osten, Vailly und Orcier im Süden sowie Allinges im Westen.

## Geschichte
Spuren aus der Römerzeit und der burgundischen Zeit weisen auf eine frühe Besiedlung des Gemeindegebietes hin. Von 1793 bis 1870 bildete Lyaud zusammen mit Armoy eine Doppelgemeinde, seither ist es eine politisch selbständige Gemeinde.

## Sehenswürdigkeiten
Als Sehenswürdigkeiten sind die Dorfkirche Saint-Nicolas aus dem 19. Jahrhundert und die Kapelle Notre-Dame-du-Caix zu erwähnen.

## Bevölkerung
| Jahr                       | 1962 | 1968 | 1975 | 1982 | 1990 | 1999 | 2005 |
| Einwohner                  | 407  | 392  | 526  | 641  | 866  | 1043 | 1304 |
| Quellen: Cassini und INSEE |      |      |      |      |      |      |      |

Mit 1766 Einwohnern (Stand 1. Januar 2022) gehört Lyaud zu den kleineren Gemeinden des Département Haute-Savoie. In den letzten Jahrzehnten wurde ein kontinuierliches starkes Wachstum der Einwohnerzahl verzeichnet. Außerhalb des alten Dorfkerns entstanden größere Einfamilienhausquartiere. Das Siedlungsgebiet von Lyaud ist mittlerweile mit demjenigen von Armoy zusammengewachsen.

## Wirtschaft und Infrastruktur
Lyaud war bis weit ins 20. Jahrhundert hinein ein vorwiegend durch die Landwirtschaft geprägtes Dorf. Heute gibt es verschiedene Betriebe des lokalen Kleingewerbes. Zahlreiche Erwerbstätige sind Wegpendler, die in den größeren Ortschaften der Umgebung, vor allem in Thonon-les-Bains ihrer Arbeit nachgehen.
Die Ortschaft liegt abseits der größeren Durchgangsstraßen, ist aber von Thonon-les-Bains über die Verbindungsstraße D26 leicht erreichbar. Weitere Straßenverbindungen bestehen mit Orcier und Allinges.

## Persönlichkeiten
- Henry Bordeaux (1870–1963), Schriftsteller
- Marcel Néplaz (1898–1944), Lehrer und Mitglied der Résistance und des Parti communiste français[1]